# Castroverde de Cerrato
Castroverde de Cerrato è un comune spagnolo di 260 abitanti situato nella comunità autonoma di Castiglia e León.